# Barney Oldfield
Berna Eli „Barney” Oldfield (ur. 3 czerwca 1878 roku w Wauseon, zm. 4 października 1946 roku w Beverly Hills) – amerykański kierowca wyścigowy.

## Kariera wyścigowa
W swojej karierze Oldfield startował głównie w Stanach Zjednoczonych w mistrzostwach AAA Championship Car oraz towarzyszącym mistrzostwom słynnym wyścigu Indianapolis 500. Zanim jednak powstały mistrzostwa Amerykanin miał na swoim koncie wiele sukcesów sportowych. W latach 1903–1904 wygrał cztery wyścigi na torze Glenville Driving Track, cztery wyścigi na Ingleside Race Track i na torze Brunots Island Race Track również cztery wyścigi. Jako pierwszy człowiek przekroczył prędkość 60 mil na godzinę na torze owalnym. 
W mistrzostwach AAA Championship Car Oldfield startował od początku istnienia, od 1905 roku. W pierwszym sezonie kontynuował swoją passę z poprzednich lat. Wygrał pięć wyścigów i sześciokrotnie stawał na podium. Dorobek 22 punktów pozwolił mu zdobyć tytuł mistrzowski. Do 1912 roku Amerykanin stawał na podium tylko w niepunktowanych rundach, bądź w odrębnych wyścigach. Na podium mistrzostw powrócił w sezonie 1913, kiedy został sklasyfikowany na ósmym miejscu w klasyfikacji generalnej. Rok później wystartował w wyścigu Indianapolis 500, który w samochodzie Stutz ukończył na piątej pozycji. W mistrzostwach nie odniósł zwycięstwa, jednak trzykrotnie stawał na podium. Z dorobkiem 990 punktów uplasował się na czwartym miejscu w końcowej klasyfikacji kierowców. W sezonie 1915 pięciokrotnie stawał na podium, w tym dwukrotnie na jego najwyższym stopniu - na Venice Speedway i w Tucson. Jednak nie wystartował w Indy 500, co spowodowało mniejszy dorobek punktowy niż u rywali i siódmą pozycję w klasyfikacji generalnej. Na torze Indianapolis Motor Speedway Oldfield pojawił się ponownie w 1916 roku i ponownie dojechał do mety jako piętnasty. W mistrzostwach był 28. Ostatnie podium w AAA Championship Car Amerykanin zaliczył w sezonie 1918, kiedy został sklasyfikowany na trzynastym miejscu.